# حسن هبه
حسن عياش هبه لاعب كرة قدم سعودي ، يلعب مهاجم.

## مسيرة اللاعب
لعب سابقاً في نادي الحمادة و نادي المجزل و نادي الدرعية و نادي الأنوار.

## الحياة الشخصية
حسن هو شقيق اللاعبين أحمد هبه و عبد الله هبه.